# Unleashed (album Two Steps from Hell)
Unleashed – jedenasty album studyjny amerykańskiej wytwórni Two Steps from Hell, wydany 22 września 2017 roku.

## Lista utworów
Źródło: AllMusic
| Nr  | Tytuł                          | Długość |
| --- | ------------------------------ | ------- |
| 1.  | „Unleashed”                    | 5:25    |
| 2.  | „One Above All”                | 3:48    |
| 3.  | „Impossible”                   | 8:54    |
| 4.  | „Rune”                         | 3:34    |
| 5.  | „Wild Heart”                   | 3:39    |
| 6.  | „Neptune and Mars”             | 4:05    |
| 7.  | „Run Free”                     | 2:37    |
| 8.  | „Oracle”                       | 3:51    |
| 9.  | „Never Give Up on Your Dreams” | 5:20    |
| 10. | „Step Into the Light”          | 4:51    |
| 11. | „Secret Melody”                | 3:46    |
| 12. | „Final Days of Rome”           | 3:17    |
| 13. | „Molto Piratissimo”            | 3:08    |
| 14. | „Descendant of the Sun”        | 3:48    |
| 15. | „Snow Angels”                  | 2:45    |
| 16. | „I’ll Stand Alone”             | 4:20    |
| 17. | „Westward”                     | 3:39    |
| 18. | „Emblem”                       | 3:40    |
| 19. | „Foundation”                   | 3:56    |
| 20. | „See Me Fight”                 | 5:34    |

## Pozycje na listach
| Państwo           | Lista (2017)       | Najwyższa pozycja |
| ----------------- | ------------------ | ----------------- |
| Stany Zjednoczone | Classical Albums   | 1                 |
| Stany Zjednoczone | Heatseekers Albums | 18                |
| Stany Zjednoczone | Independent Albums | 41                |